# The Score Group
The Score Group è una casa editrice pornografica statunitense con sede a Miami, Florida.
Fondata nel 1991, The Score Group (TSG) pubblica diverse riviste mensili, tra cui la sua più famosa Score e diverse altre come Voluptuous, 18eighteen, Naughty Neighbors e Leg Sex. TSG inoltre pubblica riviste quadrimestrali come XL, 40something e New Cummers.
In aggiunta distribuisce contenuto per adulti attraverso i suoi siti web, come Scoreland.com, Voluptuous.com, 18eighteen.com, XLgirls.com e NewCummers.com e produce film pornografici, che distribuisce attraverso i suoi negozi Score Videos.

## Riviste

### SCORE
SCORE è specializzata in fotografie di donne con seni giunonici sia naturali sia artificiali. SCORE ha lanciato numerose pornostar come Vicky Vette e Linsey Dawn McKenzie.

### Voluptuous
Voluptuous è specializzata in donne che sono generalmente grasse e non hanno seni rifatti.

### 18eighteen
18eighteen è una rivista dedicata alle donne diciottenni.

### Naughty Neighbors
Naughty Neighbors mostra foto amatoriali di persone normali

## Riviste quadrimestrali

### XL
XL è una rivista che contiene foto di ragazze grasse che sono considerate generalmente come BBW, rubenesque, o plumpers.

### 40something
40something fornisce foto di donne che sono tra i 40 e 49 anni.

### New Cummers
New Cummers contiene modelle che sono nuove nell'ambiente e che non sono mai state fotografate prima.